# Sondre Lerche

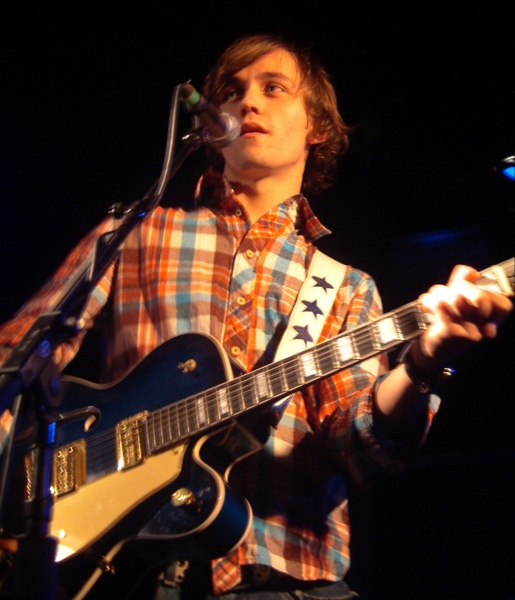
Sondre Lerche 2004.

Sondre Lerche Vaular, född 5 september 1982 i Bergen, är en norsk musiker och låtskrivare. Sondre Lerche är kusin till artisten Lars Vaular.

## Diskografi

### Album
- Faces Down (2002)
- Two Way Monologue (2004)
- Duper Sessions (2006)
- Phantom Punch (januari 2007)
- Dan In Real Life (filmmusikk, oktober 2007)
- Heartbeat Radio (september 2009)
- Sondre Lerche (maj 2011)
- Bootlegs (livealbum, september 2012)
- Please (september 2014)
- Pleasure (mars 2017)
- Solo Pleasure (november 2017)

### EP
- You Know So Well (2001 Norge)
- No One's Gonna Come (2001 Norge)
- Sleep on Needles (2001 Norge, 2002, Frankrike, Spania og Storbritannia)
- Dead Passengers (2002 Storbritannien)
- Don't Be Shallow (2003 USA)
- Two Way Monologue (promo, 2004)
- Two Way Monologue EP (2005 Storbritannia)
- Phantom Punch (promo, 2006)
- Daytrotter Session (2007)
- Polaroid Pool Party (2008)
- Daytrotter Sessions (2011)

### Singlar
- "All Luck Ran Out" (2001)
- "Rosebud" / "Sleep on Needles" (2001)
- "Sleep on Needles" (2002)
- "Days That Are Over" (2004)
- "Minor Detail" (2006)
- "Say it All" (2006)
- "Phantom Punch" (2006)
- "Phantom Punch" / "Europa & The Pirate Twins" (2007)
- "The Tape" / "Face the Blood" (2007)
- "Heartbeat Radio" (2009)
- "Private Caller" (2011)
- "Domino" (2011)
- "It's Never Meant to Be" / "Countdown" (2012)
- "The Plague" (2013)
- "Public Hi-Fi Sessions 01" (2013)
- "Bad Law" (2014)
- "I'm Always Watching You" (2016)